# Ben Moody

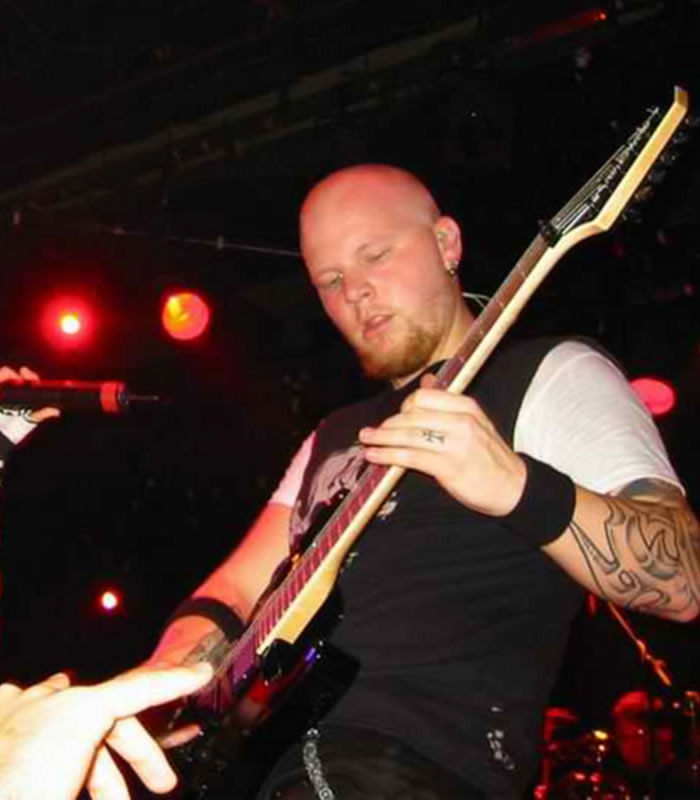
Ben Moody (2003)

Ben Moody (* 22. Januar 1981 in Little Rock, Arkansas) ist ein US-amerikanischer Gitarrist, Sänger, Songwriter und Produzent. Er ist Mitglied der Gothic-Metal-Band We Are the Fallen. Zudem war er Mitglied der Rockband Evanescence.

## Leben und Karriere
Moody war von 1998 bis Oktober 2003 Leadgitarrist bei Evanescence. Nach seinem Ausstieg arbeitete er mit Künstlern wie David Hodges, Avril Lavigne (Nobody’s Home), Kelly Clarkson (Addicted, Because of You), Céline Dion (This Time) und Anastacia (Everything Burns). Moody war mit Songs auf den Soundtracks von The Punisher und Resident Evil: Apocalypse vertreten. Zusammen mit Anastacia (Everything Burns, aus dem Film Fantastic Four) erreichte er die Charts.
Sein erstes eigenes Studioalbum Can’t Regret What You Don’t Remember erschien in den USA am 3. März 2009.
Zusammen mit den ehemaligen Evanescence-Mitgliedern John LeCompt und Rocky Gray sowie der Sängerin Carly Smithson (ehemalige Teilnehmerin von American Idol) gründete Moody ein Projekt namens We Are the Fallen und veröffentlichte 2009 eine erste Single. Der Musikstil ähnelt sehr dem Stil von Evanescence.

## Diskografie

### Studioalben
- 2009: All for This
- 2011: You Can't Regret What You Don’t Remember

### EPs
- 2008: Mutiny Bootleg

### Singles
| Jahr | Titel Album                                         | Höchstplatzierung, Gesamtwochen, AuszeichnungChartplatzierungen (Jahr, Titel, Album, Platzierungen, Wochen, Auszeichnungen, Anmerkungen) | Höchstplatzierung, Gesamtwochen, AuszeichnungChartplatzierungen (Jahr, Titel, Album, Platzierungen, Wochen, Auszeichnungen, Anmerkungen) | Höchstplatzierung, Gesamtwochen, AuszeichnungChartplatzierungen (Jahr, Titel, Album, Platzierungen, Wochen, Auszeichnungen, Anmerkungen) | Höchstplatzierung, Gesamtwochen, AuszeichnungChartplatzierungen (Jahr, Titel, Album, Platzierungen, Wochen, Auszeichnungen, Anmerkungen) | Anmerkungen                                        |
| Jahr | Titel Album                                         | DE | AT | CH | UK | Anmerkungen                                        |
| ---- | --------------------------------------------------- | --- | --- | --- | --- | -------------------------------------------------- |
| 2005 | Everything Burns Fantastic Four • Pieces of a Dream | DE11 (17 Wo.)DE | AT6 (21 Wo.)AT | CH3 (24 Wo.)CH | UK95 (1 Wo.)UK | Erstveröffentlichung: 4. Juli 2005 feat. Anastacia |